# Rima Hadley
La Rima Hadley è una struttura geologica della superficie della Luna.
Questa sinuosa Rima lunare segue un percorso generalmente a nordest verso il Mons Hadley da cui il nome. Ha il centro a coordinate selenografiche 25.0° N, 3.0° E con una lunghezza di 80 km ed inizio nei pressi del cratere Béla.

## Crateri prossimi
Nei pressi di questa rima si trovano quattro piccoli crateri i cui nomi, assegnati dalla IAU, sono riportati nella seguente tabella.
| Crater | Coordinate     | Diameter  | Name source              |
| ------ | -------------- | --------- | ------------------------ |
| Béla   | 24°42′N 2°18′E | 11 × 2 km | Nome maschile ungherese  |
| Carlos | 24°54′N 2°18′E | 4 km      | Nome maschile spagnolo   |
| Jomo   | 24°24′N 2°24′E | 7 km      | Nome maschile africano   |
| Taizo  | 24°42′N 2°12′E | 6 km      | Nome maschile giapponese |